# Tagling

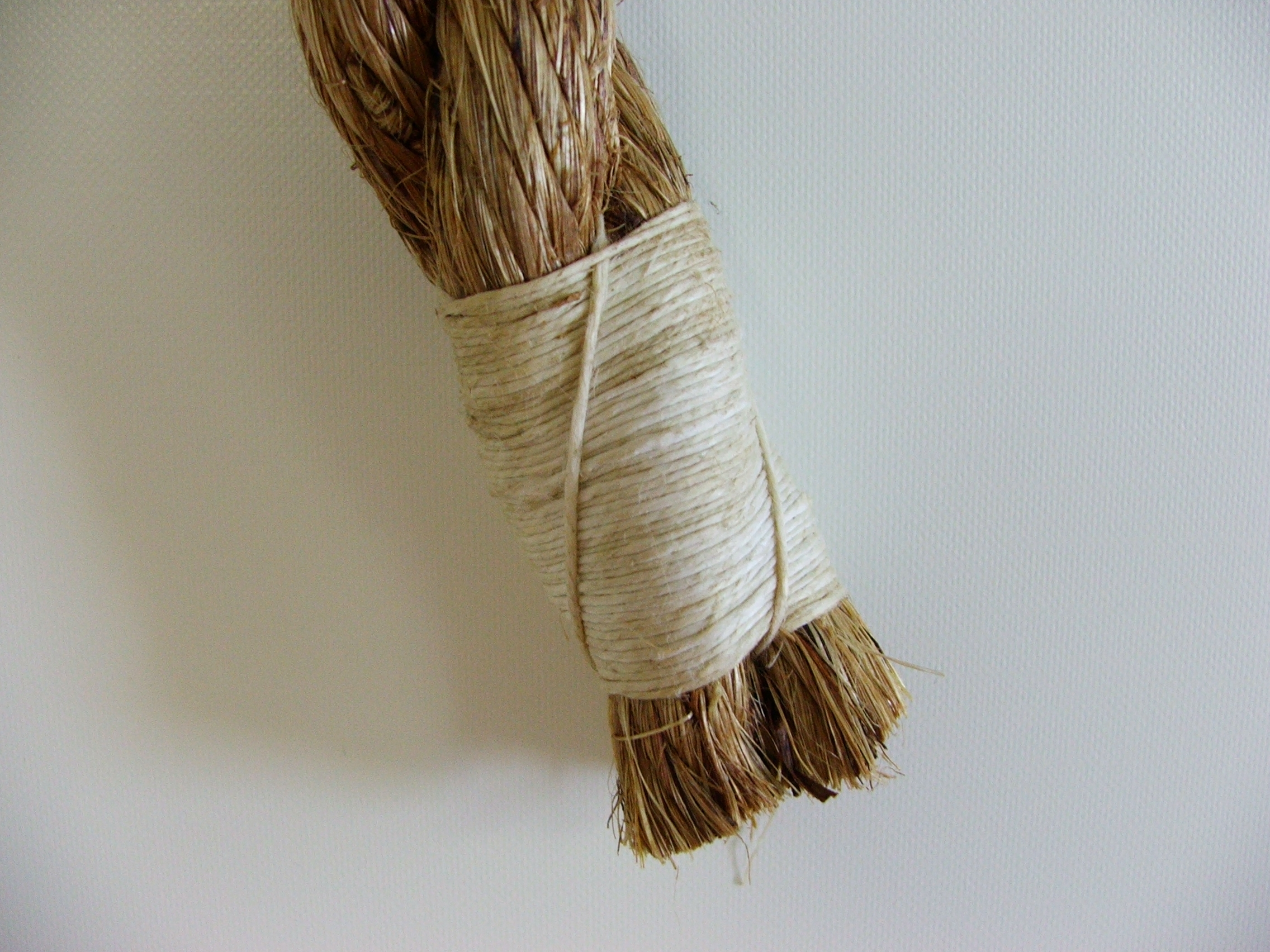
En sydd tagling, alt. segelmakartagling på ett manillarep.

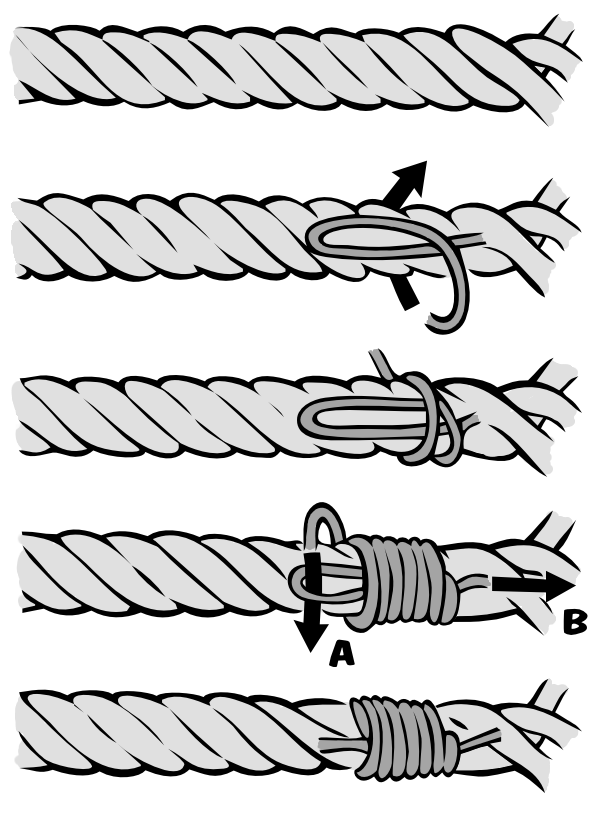
Så här görs en slagen tagling.

Tagling är en metod att förhindra att ett rep, tågvirke eller tamp samt tross slår upp i änden. Tagling av rep av naturmaterial görs bäst med vaxat eller tjärat taglingsgarn.
För tågvirke av konstfiber kan man komplettera taglingen genom att smälta tampens ände med en lödkolv eller med en gaslåga samt med fingrarna eller med en träbit forma änden innan materialet stelnar. Den smälta änden blir dock hård och spricker lätt varför enbart ihopsmältning av änden inte ger något gott skydd mot fransning.
Det finns två huvudtyper av tagling, dels lagd tagling (även kallad rundtagling) som är lättare att lägga, dels sydd tagling som kräver att man använder synål men som i gengäld är hållbarare eftersom taglingen inte går upp helt ifall garnet skulle nötas av. Segelmakartagling är en variant som har den sydda taglingens hållbarhet men som går att göra utan nål, dock är den svår att lägga utan att linans kardeler slår upp sig en aning.
Spansk tagling är egentligen en splits, men fyller delvis samma funktion som en regelrätt tagling.